# Балибеговићи
Балибеговићи су насељено мјесто у Босни и Херцеговини у Општини Илијаш које административно припада Федерацији Босне и Херцеговине. Према попису становништва из 1991. у насељу је живјело 218 становника.

## Становништво
| Националност       | 1991. | 1981. | 1971. | 1961. |
| Срби               | 217   |       |       |       |
| Југословени        | 1     |       |       |       |
| остали и непознато |       |       |       |       |
| Укупно             | 218   | '     | '     | '     |

| Демографија | Демографија | Демографија |
| Година      | Становника  | Становника  |
| ----------- | ----------- | ----------- |
| 1961.       | 206         |             |
| 1971.       | 192         |             |
| 1981.       | 181         |             |
| 1991.       | 218         |             |